# Ленінське (Калінінградська область)
Ленінське (рос. Ленинское) — селище Славського району, Калінінградської області Росії. Входить до складу Тимірязевського сільського поселення.
Населення —  245 осіб (2015 рік). 

## Населення
| 2002 | 2010 |
| ---- | ---- |
| 282  | ↘245 |